# Tungstate de sodium
Le tungstate de sodium est un composé inorganique de formule Na2WO4. Ce sel de sodium et de l'acide tungstique se présente sous la forme d'un solide blanc soluble dans l'eau. Il apparaît comme un intermédiaire dans la conversion du minerai de tungstène en métal.
Na2WO4 peut être obtenu à partir de la fusion du trioxyde de tungstène en présence d'hydroxyde ou de carbonate de sodium.
De nombreux polymorphes du tungstate de sodium sont connus, dont trois à pression atmosphérique.